# San Luis Obispo
San Luis Obispo (IPA: [sæn ˈluɪs əˈbɪspoʊ]) är en stad i San Luis Obispo County i sydvästra Kalifornien i USA, ungefär mittemellan Los Angeles och San Francisco. Invånarna kallar ofta staden för "SLO" eller bara "San Luis".
San Luis Obispo är en av Kaliforniens äldsta städer och allting började med att Fader Junípero Serra grundade kyrkan Mission San Luis Obispo de Tolosa 1772, i en Chumashby vid namn Tilhini. Kyrkan döptes efter sankt Louis, en biskop från Toulose i Frankrike. Staden hade 44 174 invånare 2000.
Staden var den sista staden i USA att använda gas i sina gatlampor sedan elektricitet blev standarden.
Bergskedjan Santa Lucia-bergen sträcker sig mot nordväst från San Luis Obispo till Monterey.
2001 spelade den svenska gruppen Roxette in videon till låten The Centre of the Heart på restaurangen och hotellet Madonna Inn i San Luis Obispo.
En känd person som föddes i San Luis Obispo är Zac Efron. 